# Codice di commercio italiano del 1882
Il codice di commercio italiano del 1882 è una raccolta di norme disciplinanti il diritto commerciale.
Andò a sostituirsi al Codice di commercio del 1865, il quale era, però, una semplice estensione del Codice del commercio del Regno di Sardegna all'intero territorio italiano. In un certo senso può quindi definirsi il primo codice commerciale della storia dell'Italia unita.

## Contenuti
Il Codice stabilì innanzitutto la "prevalenza" delle norme commerciali su quelle civili, un'introduzione "rivoluzionaria" se si considera che il diritto civile era considerato la branca più importante dello ius. Altra novità fu la subordinazione alla sua disciplina dei cd. "negozi unilateralmente commerciali", vale a dire quei negozi ove anche una sola delle parti negoziali era da considerarsi commerciante o comunque sottoposto alla disciplina del Codice del commercio.

## Impostazione
La più importante novità concerne la minor attenzione verso il modello francese, fino a quel momento dominante, sostituita dal riferimento più intenso verso il modello germanico.